# Jan Kidawa-Błoński
Jan Marian Kidawa-Błoński (ur. 12 lutego 1953 w Chorzowie) – polski reżyser, scenarzysta i producent filmowy.

## Życiorys
Syn Stanisława Kidawy i Janiny z Błońskich. Urodził się przy ul. Truchana 62 w Chorzowie, w domu dziadka ze strony ojca. Jego ojciec był restauratorem w sieci państwowej, matka pochodziła z Krakowa. Ukończył szkołę podstawową i liceum w Świętochłowicach, gdzie mieszkał przy ul. Bytomskiej.  W latach 1972–1976 studiował architekturę na Politechnice Śląskiej, której nie ukończył. W okresie rządów Edwarda Gierka, wraz z Ryszardem Riedlem (młodszym o trzy lata synem swego kuzyna), należał do śląskiego środowiska muzycznego. Po przyjęciu na Wydział Reżyserii PWSFTviT w Łodzi został w 1976 skierowany na roczne studia do klasy mistrzowskiej Siergieja Gierasimowa we Wszechzwiązkowym Państwowym Instytucie Kinematografii w Moskwie. Był tam studentem Aleksandra Stolpera. Po powrocie do Łodzi kształcił się pod kierunkiem Henryka Kluby i Andrzeja Trzosa-Rastawieckiego, przygotowując film Pierścień w świńskim ryju, nagrodzony na międzynarodowym festiwalu filmów studenckich w Berlinie (1980). W 1980 został absolwentem Wydziału Reżyserii PWSFTviT.
Za swój debiutancki film Trzy stopy nad ziemią otrzymał Złote Grono na Lubuskim Lecie Filmowym w Łagowie, nagrodę ZW ZSMP w Słupsku dla najlepszego filmu w słupskiej edycji Koszalińskich Spotkań Filmowych „Młodzi i Film”, Nagrodę Artystyczną Młodych im. Stanisława Wyspiańskiego II stopnia oraz Nagrodę Kinematografii za najwybitniejsze osiągnięcia programowe w dziedzinie filmu, a także drugą nagrodę w kategorii filmów fabularnych w Gdańsku (Młode Kino Polskie).
W latach 1982–1991 był członkiem Zespołu Filmowego „Silesia”, a następnie zespołów filmowych „Oko” i „Zodiak”. W 1991 został współwłaścicielem i prezesem zarządu Gambit Production, studia produkującego filmy fabularne, dokumentalne, programy telewizyjne i reklamy, które założył z żoną Małgorzatą. W 1990 powołany w skład Komitetu Kinematografii. Był prezesem Stowarzyszenia Filmowców Polskich (1990–1994), zasiadał w zarządzie Stowarzyszenia Niezależnych Producentów Filmowych i Telewizyjnych (1997–2001) i w radzie nadzorczej Polskiego Radia (2003–2006).
Był autorem materiałów reklamowych wykorzystywanych przez Kongres Liberalno-Demokratyczny. Współtworzył telewizyjną kampanię wyborczą Lecha Wałęsy podczas wyborów prezydenckich w 1995, był zaangażowany w kampanię Unii Wolności podczas wyborów parlamentarnych w 1997 i w kampanię Platformy Obywatelskiej podczas wyborów parlamentarnych w 2001. W 2001 należał do „grupy inicjatywnej” Platformy Obywatelskiej w Warszawie. Był członkiem komitetu poparcia Bronisława Komorowskiego przed wyborami prezydenckimi w 2010 i w 2015.
Za film Różyczka zdobył Złote Lwy na 35. Festiwalu Polskich Filmów Fabularnych w Gdyni (2010). Za Skazanego na bluesa na 30. FPFF (2005) przyznano m Złotego Klakiera, nagrodę Radia Gdańsk dla najdłużej oklaskiwanego filmu.

## Odznaczenia
W 2014 został odznaczony Srebrnym „Medalem Zasłużony Kulturze Gloria Artis”.

## Rodzina i życie prywatne
Mąż Małgorzaty Kidawy-Błońskiej, z którą ma syna Jana Antoniego (ur. 1987), montażystę filmowego. Brat stryjeczny ojca Ryszarda Riedla; w 2005 nakręcił o urodzonym w tym samym mieszkaniu krewnym film biograficzny.

## Filmografia
- Pierścień w świńskim ryju, reżyseria, scenariusz (1980)
- Trzy stopy nad ziemią, reżyseria, scenariusz, dialogi (1984)
- Męskie sprawy, reżyseria, scenariusz, dialogi (1988)
- Pamiętnik znaleziony w garbie, reżyseria, scenariusz, producent (1992)
- Wirus, reżyseria, producent (1996)
- A Mi szerelmünk, producent, aktor (1999)
- Az utolsó blues, producent, aktor (2001)
- Bao-Bab, czyli zielono mi, reżyseria (2003); serial TV
- Skazany na bluesa, reżyseria, scenariusz (2005)
- Wiedźmy, reżyseria (2005); serial TV
- Plebania, reżyseria (2006); serial TV
- Warto kochać, reżyseria (2006); serial TV
- Rajskie klimaty, reżyseria (2009); serial TV
- Różyczka, reżyseria (2010)
- Ja to mam szczęście, reżyseria (2012); serial TV
- W ukryciu, reżyseria, scenariusz (2013)
- Gwiazdy, reżyseria, scenariusz (2017)
- Różyczka 2, reżyseria (2023)